# Институт сорабистики
Институт сорабистики (в.-луж.  Institut za sorabistiku) — наименование высшего учебного заведения, действующего в рамках филологического факультета Лейпцигского университета. Задачей Института сорабистики является изучение научной дисциплины, посвящённой западнославянскому народу лужичан, его культуры, литературы, исторических, этнологических и общественных вопросов, верхнелужицкого и нижнелужицкого языков и их диалектов.
Институт был основан в сентябре 1951 года по инициативе лужицкого писателя Михала Навки. Первоначально назывался «Сербским институтом». В институте действовало две секции: истории, языка и литературы. До 1964 года первым директором института был лужицкий фольклорист и общественный деятель Павол Недо. В последующие 30 лет до 1992 года директором института был лужицкий профессор и славист Гинц Шустер-Шевц. С 1967 года по 1982 год Институт сорабистики ежегодно организовывал международные летние Высшие курсы лужицких языков и культуры Лужицы. После реформы высшего образования в ГДР 1968 года Сербский институт был переименован в Институт сорабистики.
В настоящее время Институт сорабистики является единственным университетским учреждением, подготавливающим сорабистов с высшим образованием. Выпускники Института сорабистики получают научные степени бакалавра искусств, бакалавра педагогики, магистра искусств и магистра педагогики. Преподавание в институте ведётся на лужицких языках.
В своей деятельности Институт сорабистики сотрудничает с Сербским институтом, основанным в 1992 году.
В настоящее время директором института является Эдвард Ворнар.